# Edward Guzik
Edward Guzik – polski inżynier, profesor nauk technicznych, nauczyciel akademicki Akademii Górniczo-Hutniczej im. Stanisława Staszica w Krakowie, specjalność naukowa odlewnictwo.

## Życiorys
W 1995 na podstawie dorobku naukowego oraz pracy pt. Model wzrostu eutektyki nieregularnej na przykładzie eutektyki grafitowej w stopach Fe-C uzyskał na Wydziale Odlewnictwa Akademii Górniczo-Hutniczej im. Stanisława Staszica stopień doktora habilitowanego nauk technicznych w dyscyplinie budowa i eksploatacja maszyn specjalność odlewnictwo. W 2002 prezydent RP nadał mu tytuł profesora nauk technicznych.
Został profesorem zwyczajnym Akademii Górniczo-Hutniczej im. Stanisława Staszica w Krakowie w Wydziale Odlewnictwa w Katedrze Inżynierii Stopów i Kompozytów Odlewanych oraz kierownikiem tej katedry.
Wybrano go na wiceprezesa Polskiego Towarzystwa Mikroskopii. Został członkiem Komitetu Nauki o Materiałach PAN,  Centralnej Komisji ds. Stopni i Tytułów, Komitetu Metalurgii PAN i Rady Doskonałości Naukowej I kadencji.